# Svizzera sassone

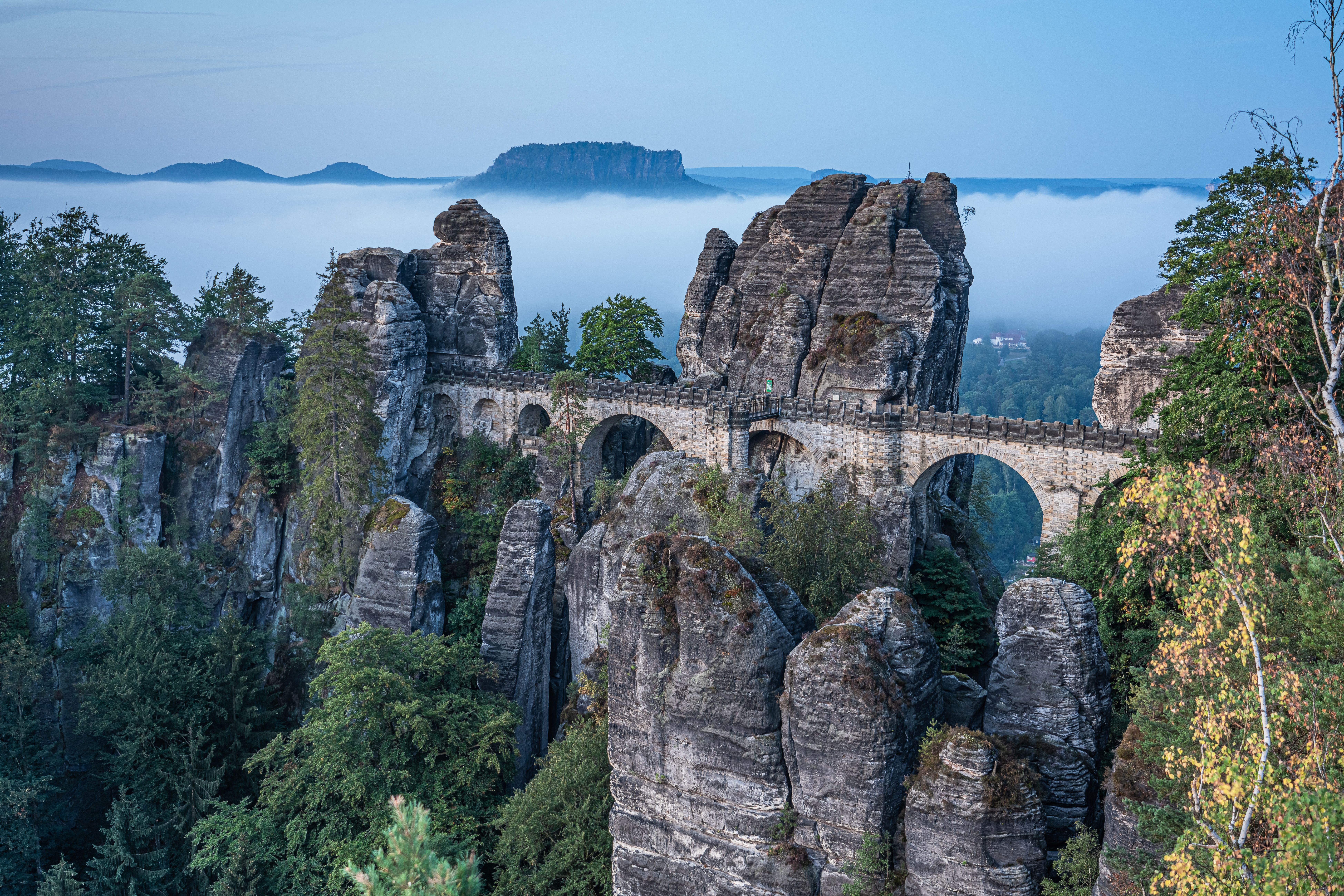
Il ponte del Bastei

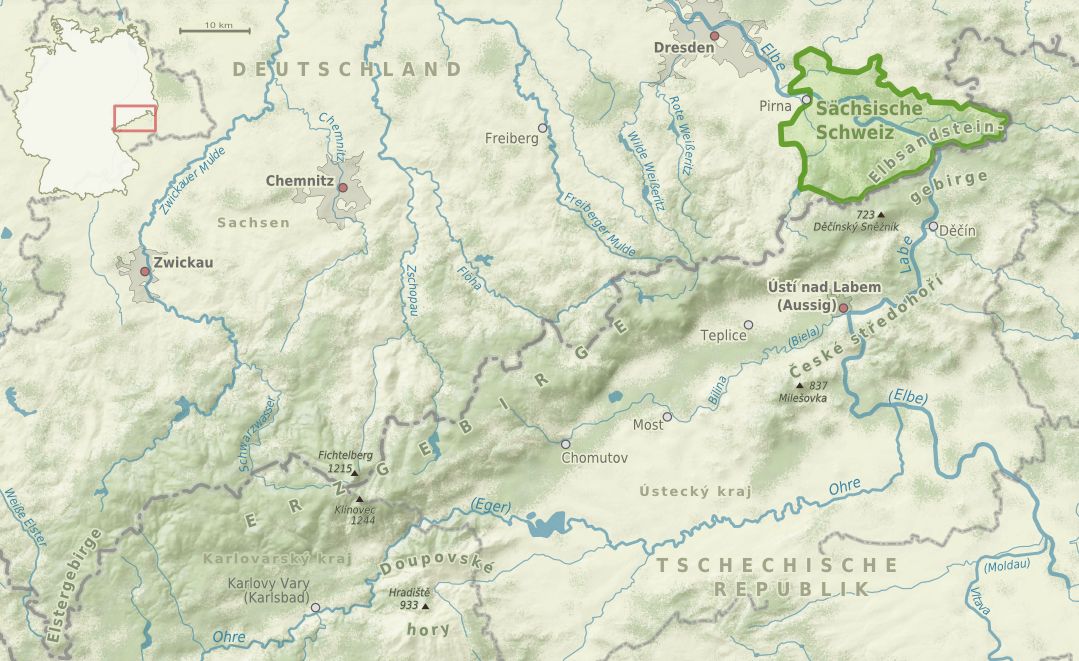
Mappa fisica della Svizzera sassone

La Svizzera sassone (in tedesco Sächsische Schweiz; in ceco Saské Švýcarsko) è una regione montuosa e un parco nazionale vicino a Dresda in Sassonia, Germania. È la continuazione della Svizzera boema nella Repubblica Ceca ed è situata nell'ex circondario rurale omonimo, dal 2008 ampliato territorialmente e rinominato in Svizzera Sassone-Monti Metalliferi Orientali.
Nella regione ci sono circa mille vette e diverse depressioni. La zona è molto conosciuta ed apprezzata sia dagli abitanti locali che dagli scalatori internazionali. La Fortezza di Königstein è un punto di riferimento più conosciuto della zona.

## Storia
La Svizzera sassone fu inizialmente colonizzata dagli Slavi. Circa mille anni fa era una zona di confine fra tre tribù slave: i Nisane, stanziati a est dell'Elba tra Dresda e Pirna, i Milzane, stanziati attorno a Oberlausitz, e i Dacine, stanziati nelle regioni meridionali.
Nel XIII secolo i tedeschi incominciarono a stabilirsi nella zona e incominciarono a costruire una serie di fortezze per proteggere le rotte commerciali (tra quelle meglio conservate ci sono il Festung Königstein e il castello Hohnstein ma poco o niente rimane di altri castelli e fortezze come il piccolo Bastei o il castello sul Falkenstein, del quale rimane solo un picco roccioso).
Alcune fortezze furono usate successivamente anche come basi per scorribande nei paesi vicini che scemarono quando nel XV secolo la zona divenne parte del Margraviato di Meißen.
La regione acquistò rinomanza nel XIX secolo per il turismo. Artisti romantici venivano attratti dalla natura selvaggia dei luoghi, come il pittore Ludwig Richter o il compositore Carl Maria von Weber, che ambientò la sua opera Der Freischütz (Il franco cacciatore) con la scena del Wolfsschlucht ("la gola del lupo") vicino alla paese di Rathen.

## Castelli
I castelli nella zona sono:
in Sassonia: Hohnstein, Hockstein, Neurathen, Altrathen, Königstein, Lilienstein, Falkenstein, Frienstein, Rauschenstein;
in Boemia: Schauenstein, Falkenstein, Kreibitzer Burg, Tollenstein, Khaaer Burg, Schönbuch.

## Galleria d'immagini

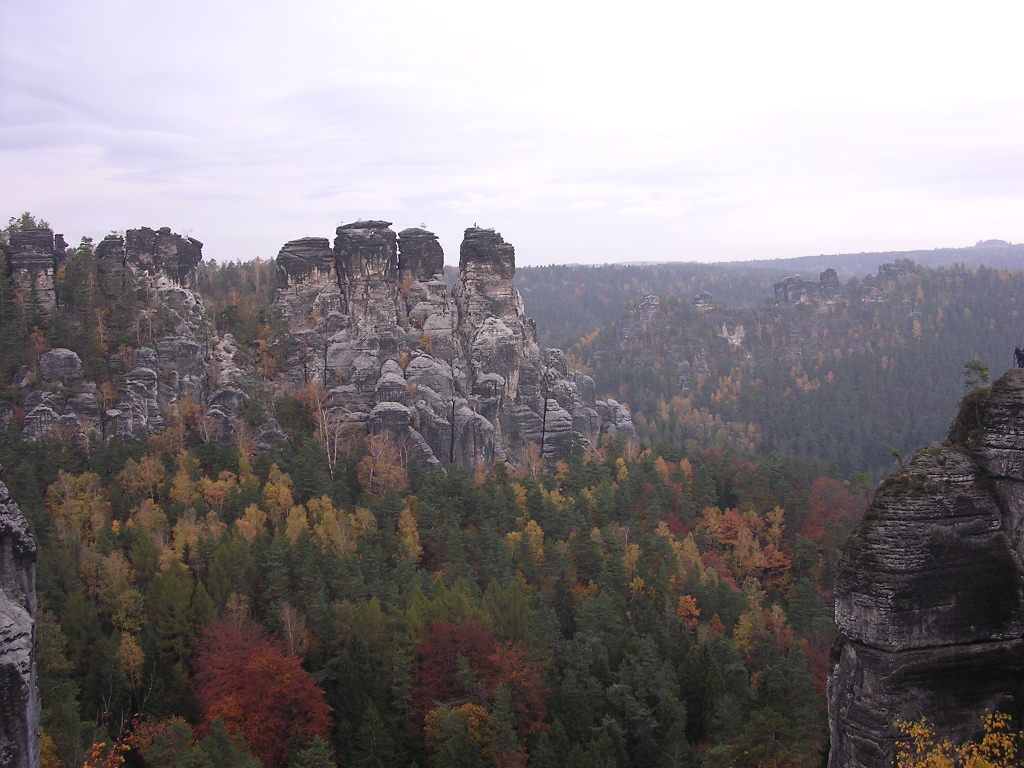
Bastei
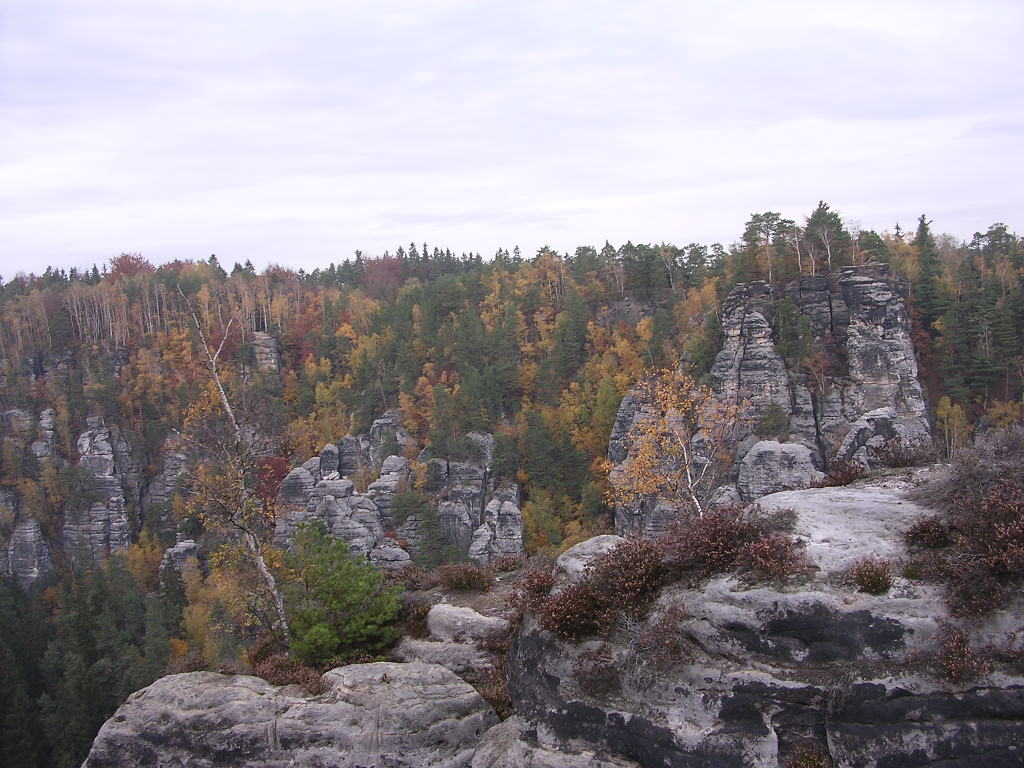
Bastei
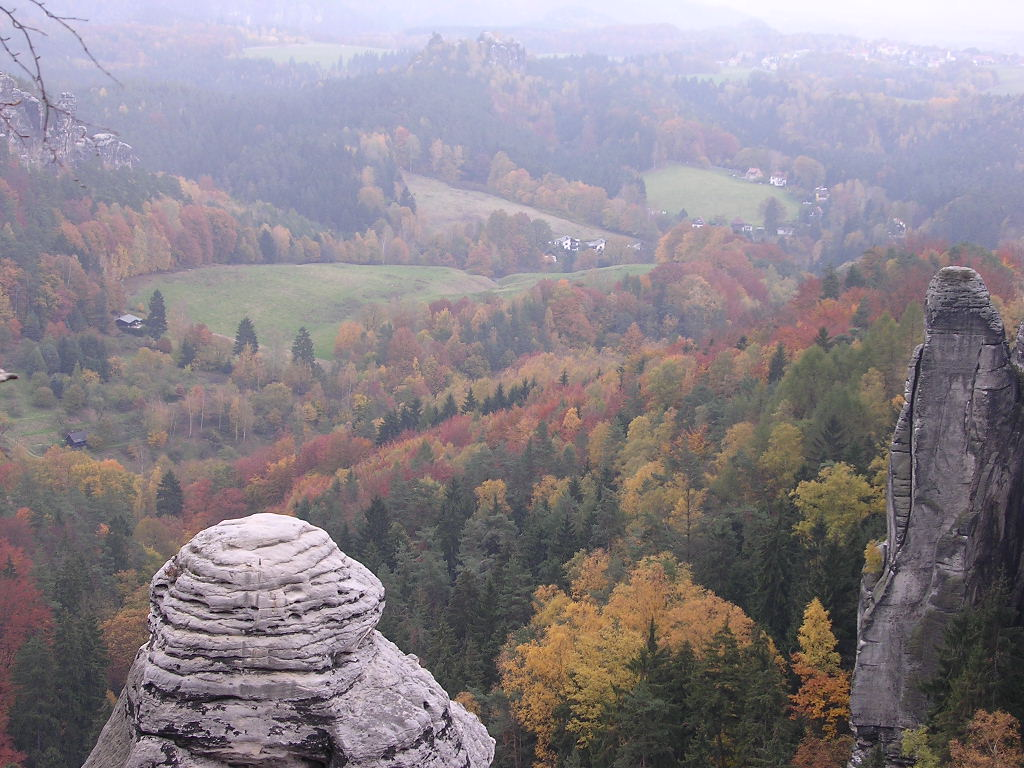
Bastei
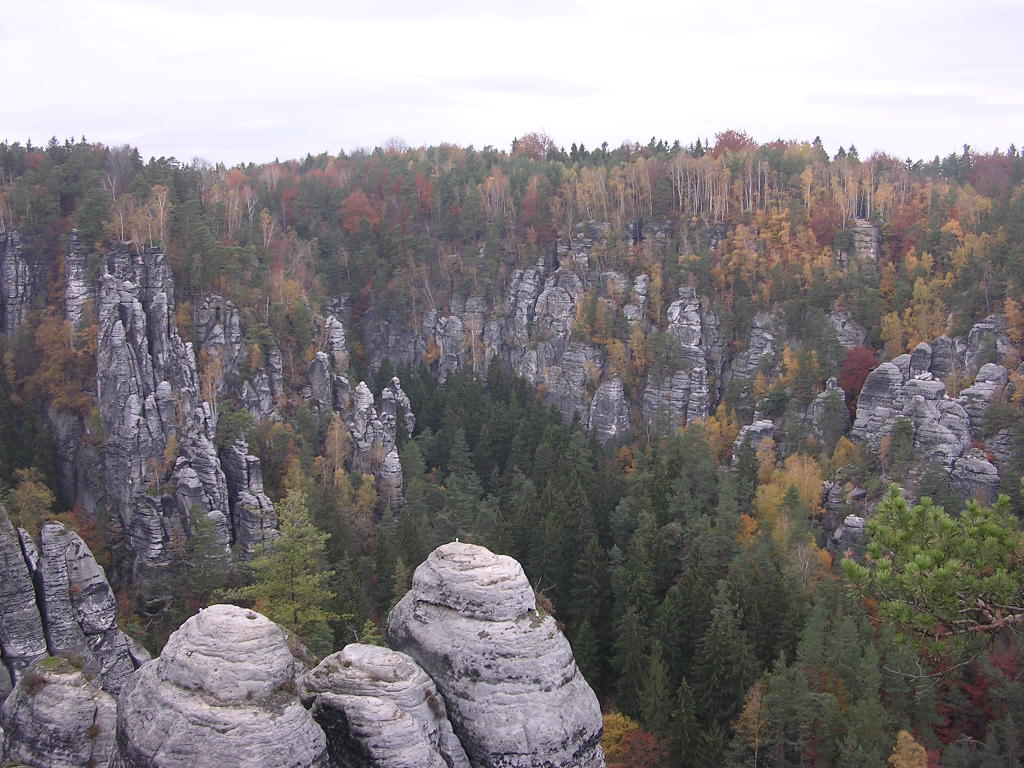
Bastei
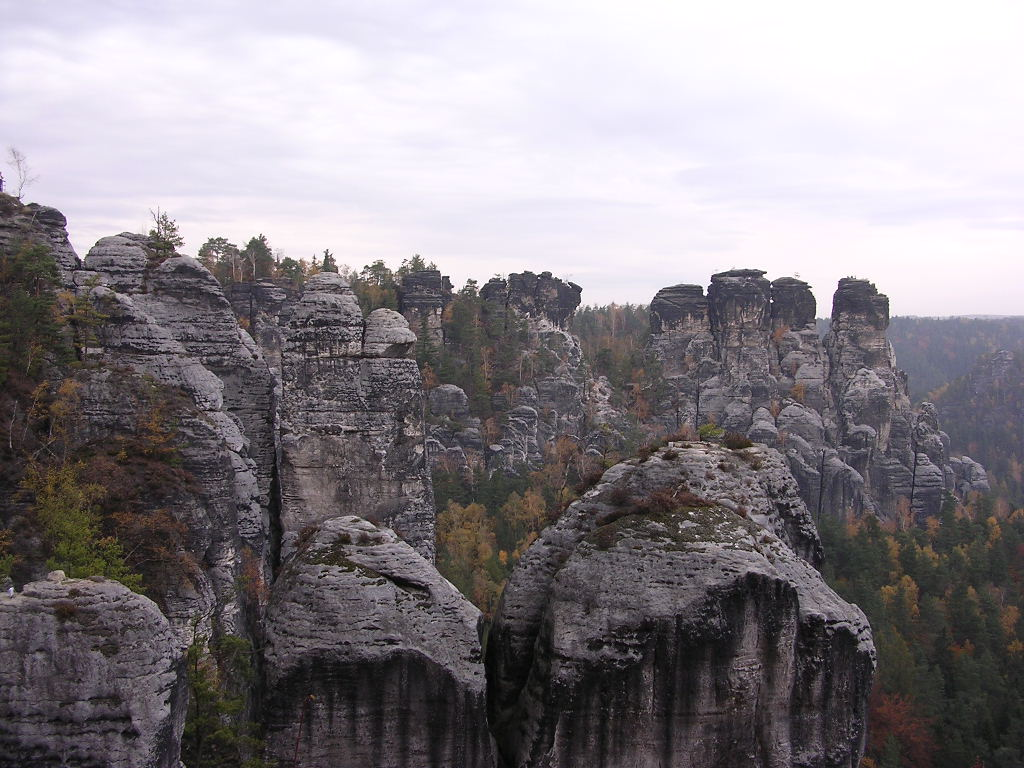
Bastei
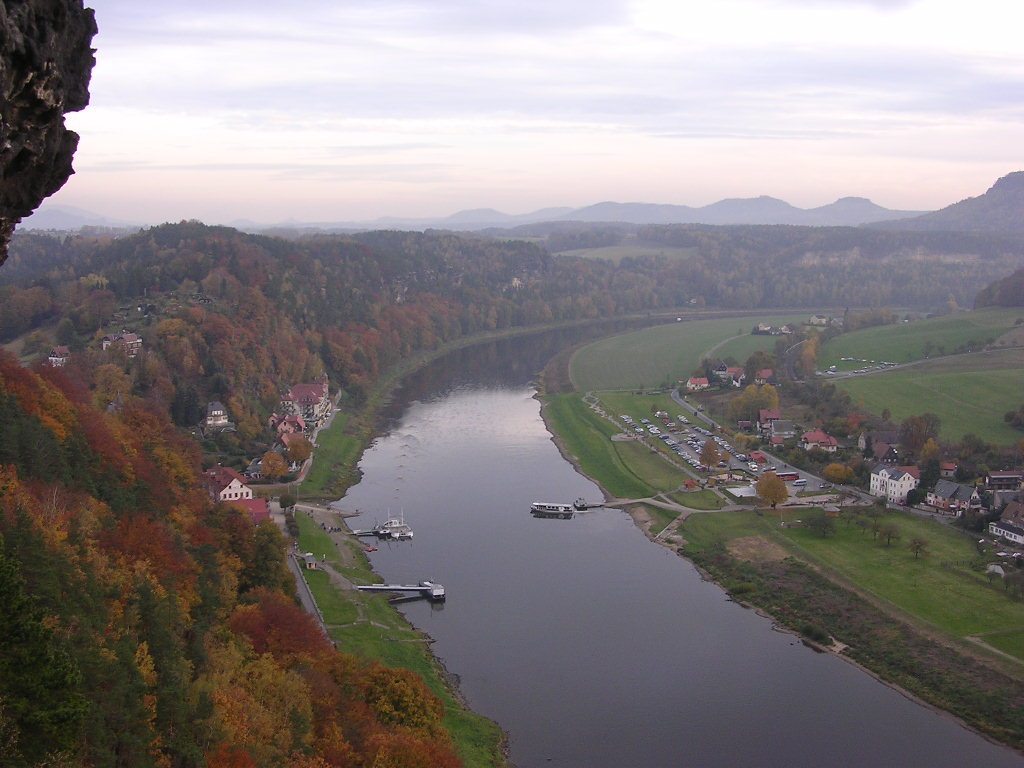
Vista del fiume Elba dal Bastei